# Nube embudo
Una nube embudo o una tuba es una nube en forma de embudo de gotas de agua condensada, asociada con una columna rotativa de aire, extendiéndose desde la base de una nube madre (usualmente una nube cumulonimbus o en torre, una cúmulus) y lo que alcanza el suelo o el agua es el vórtice. Una nube embudo se hace visible como un cono o una aguja saliendo como una protuberancia de la base de una nube madre. Las nubes embudo suelen formar parte de una asociación con una supercelda de tormenta.
Si una nube embudo toca tierra pasa a ser un tornado. Muchos tornados comienzan como nubes embudo, pero muchas de estas nubes nunca toman contacto con tierra o agua. Aunque, un tornado no necesariamente necesita tener asociado un embudo de condensación; si hay fuertes vientos ciclónicos en su superficie, luego surge un tornado.

## Nubes embudo de aire frío

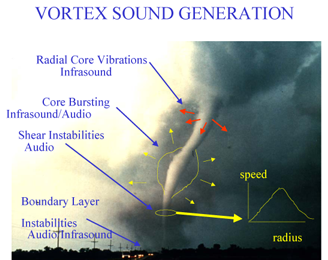
Ilustración de generación de infrasonidos en tornados Programa Infrasonido NOAA.

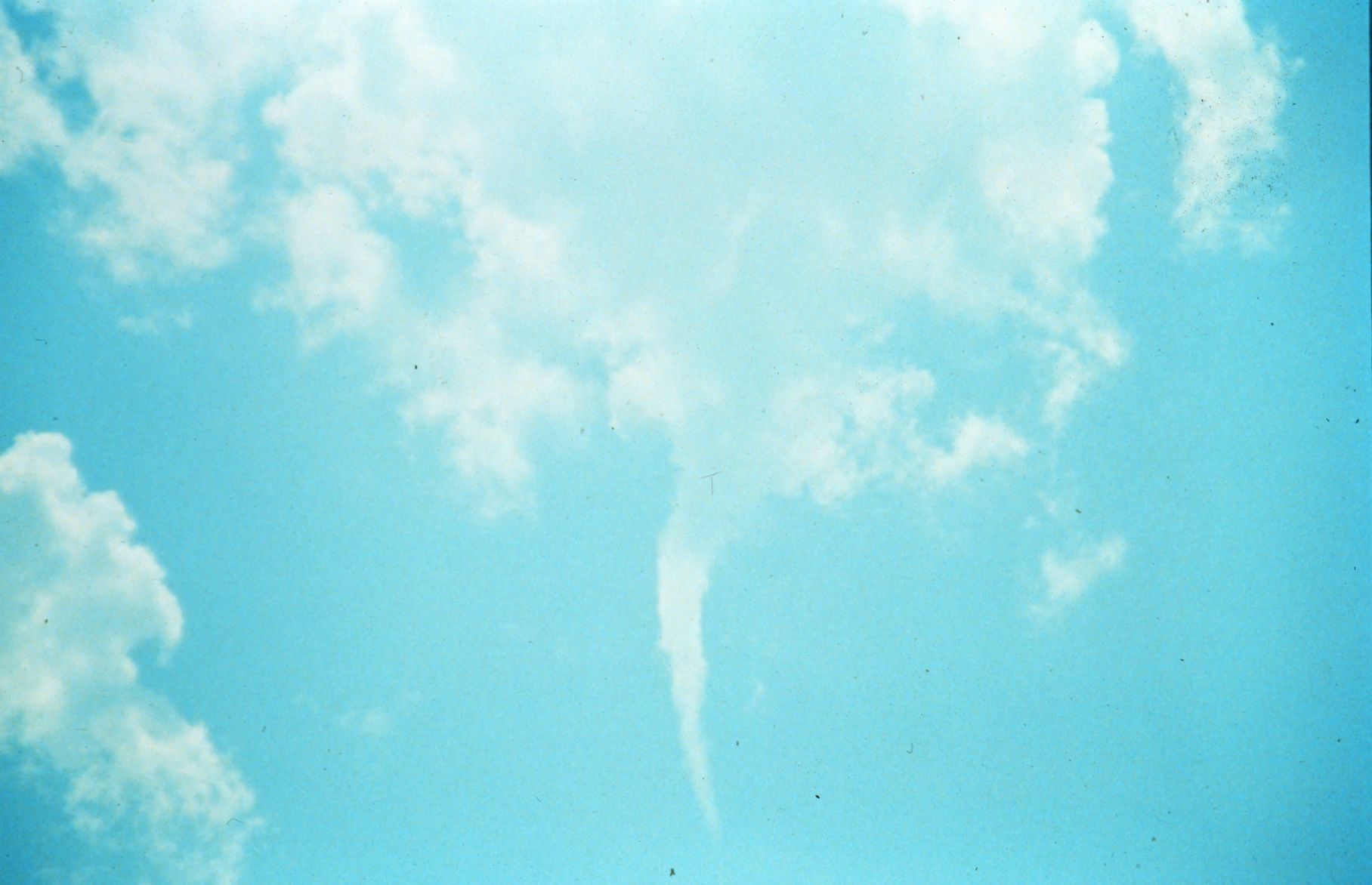
Una nube embudo de aire frío extendiéndose desde una nube cúmulus genérica. Norte de Texas.

Las nubes embudo de aire frío (o de núcleo frío) son usualmente de corta vida y generalmente más débiles que los vórtices producidos en superceldas. Aunque rara vez estos embudos de aire frío toquen tierra, puede ocurrir y convertirse en tornados débiles.
Aunque es difícil que estos embudos de aire frío se relacionen con fenómenos asociados con tormentas severas, estos embudos de aire frío se asocian generalmente con cielos parciales cubiertos en débiles frentes fríos, donde la inestabilidad atmosférica y la humedad es suficiente para soportar nubes cúmulus pero no precipitación. La mezcla de aire más frío en la baja tropósfera con flujo de aire en una diferente dirección en la mitad de la tropósfera causa la rotación en un eje horizontal, que, al deflectar verticalmente por las condiciones atmosféricas, puede convertirse en una nube embudo.
Son comunes verlos a lo largo de la costa del pacífico de Estados  Unidos y en la región pampeana de Argentina, particularmente en primavera, entre septiembre y noviembre.